# Praça da República (Cuiabá)
A Praça da República é uma praça em Cuiabá, Mato Grosso. É considerada como o primeiro núcleo urbanístico da cidade, encontrando-se nas proximidades a Igreja, a Cadeia Pública, a Casa do Ouvidor e o Senado da Câmara. A praça foi tombada pelo IPHAN como patrimônio histórico em 13 de dezembro de 1983. Atualmente encontra-se em estado de abandono, embora hajam planos para seu restauro.